# Eupelmus splendens
Eupelmus splendens är en stekelart som beskrevs av Giraud 1872. Eupelmus splendens ingår i släktet Eupelmus och familjen hoppglanssteklar. Inga underarter finns listade i Catalogue of Life.